# Red Abbey Cork

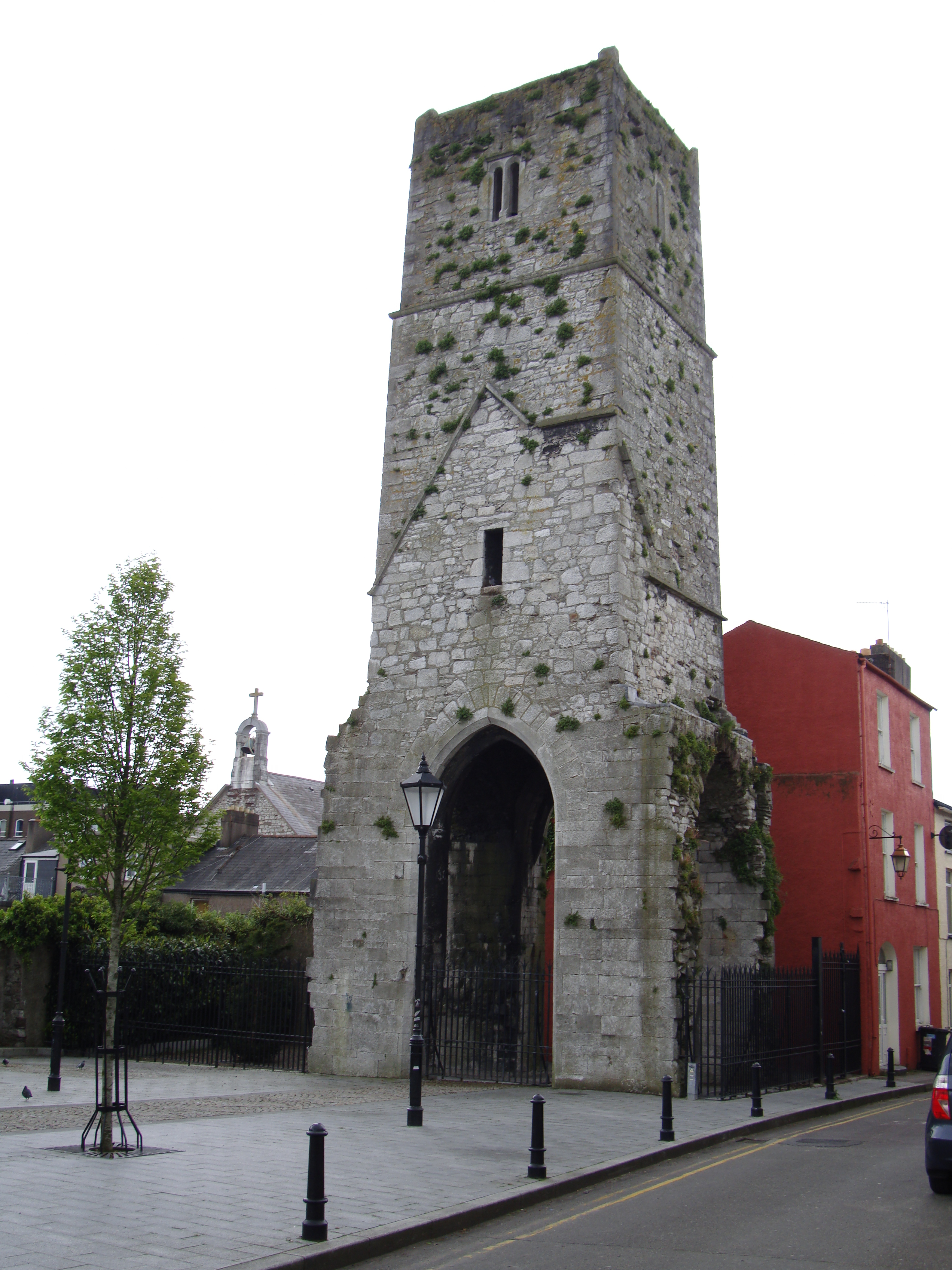
Die Ruine der Red Abbey

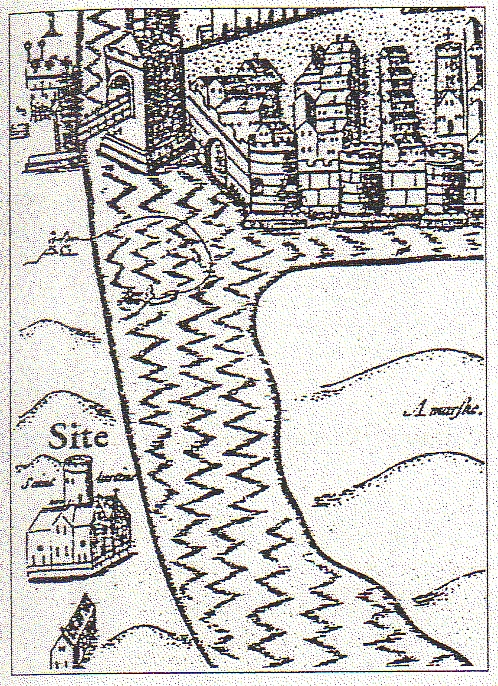
Kartenausschnitt einer Darstellung der irischen Stadt Cork aus der „Pacata Hibernica“ mit der Red Abbey links unten

Die Red Abbey (irisch An Mhainistir Dhearg) ist die Ruine eines Klosters der Augustinereremiten in der irischen Stadt Cork in der gleichnamigen Grafschaft.

## Geschichte
Der Vierungsturm der Red Abbey in Cork gilt als das einzige sichtbare Relikt des Mittelalters in Cork. Die Bezeichnung „Red Abbey“ geht auf den rötlichen Sandstein zurück, der beim Bau dieser ehemaligen Klosterkirche des Priorats der Augustiner verwendet wurde. Das ehemalige Prioratsgelände findet sich im Bereich der Dunbar und Margaret Street.
Die Augustiner gründeten ihre Niederlassung in Cork zwischen 1270 und 1288 auf Wunsch normannischer Stadtherren. Das Patrozinium der Klosterkirche war die Heilige Dreifaltigkeit. Augustinerbrüder scheinen bis zur Rebellion von 1641 in der Priorei gelebt zu haben.
Ab 1717 wurden die Klostergebäude als Zuckerraffinerie genutzt. Am 7. Dezember 1799 wurden sie weitgehend bei einem Brand der Fabrik zerstört, lediglich der Kirchturm überlebte. Am 20. November 1780 legten Augustiner in Cork den Grundstein für eine neue Niederlassung in der Washington Street. Die neue Kirche wurde während des Zweiten Weltkrieges durch einen Neubau ersetzt, der noch heute zum Augustinerorden gehört.